# Ugo Rossi
Ugo Angelo Giovanni Rossi (Milano, 29 maggio 1963) è un politico italiano, presidente della Provincia autonoma di Trento dal 2013 al 2018 e del Trentino-Alto Adige dal 2014 al 2016.
È stato segretario del Partito Autonomista Trentino Tirolese dal 2005 al 2012 e assessore provinciale alla salute e alle politiche sociali dal 2008 al 2013.

## Biografia
Ugo Angelo Giovanni Rossi è nato a Milano dove i genitori originari di Ossana (Val di Sole) erano emigrati negli anni cinquanta. Cresciuto fra Milano e la Val di Sole, dove saltuariamente trascorreva i mesi estivi dai nonni materni, Rossi si è definitivamente stabilito in Trentino al termine degli studi universitari in giurisprudenza.
Ha lavorato nel settore assicurativo e presso la Ferrovia Trento-Malé-Mezzana.

## Carriera politica
Rossi iniziò il suo impegno politico nel 1999 candidandosi nelle liste del PATT come consigliere del comune di Lavis. Nel 2002 presiedette la commissione organizzatrice del congresso provinciale del PATT, in cui fu nominato segretario organizzativo e membro della giunta esecutiva del partito. Nel 2003 presiedette la commissione elettorale per le elezioni provinciali.
Alle elezioni europee del 2004 Rossi fu candidato del PATT all'interno della lista dell'SVP. Al congresso del PATT tenuto nel 2005 a Baselga di Piné, Rossi fu eletto segretario provinciale del partito. Dal 2006 al 2008 fu membro della commissione paritetica dei dodici.
Dopo la vittoria del centrosinistra autonomista alle elezioni provinciali del 9 novembre 2008, Rossi fu nominato assessore alla salute e alle politiche sociali della Provincia autonoma di Trento, nella giunta guidata prima dal presidente Lorenzo Dellai (2008-2012) e poi dal vicepresidente facente funzioni Alberto Pacher (2012-2013).
In tale ruolo il suo impegno si è concentrato, fra le altre cose, nel varo della riforma della sanità nel luglio 2010 e della legge sulla famiglia ed il benessere familiare nel marzo 2011, nonché nel completamento dell’iter, avviato nel 2007, che ha introdotto in Trentino il reddito minimo di garanzia. Sempre durante il suo Assessorato entra in funzione a Trento il Centro di Protonterapia e viene avviata la pianificazione del nuovo ospedale provinciale.

### Presidente della provincia autonoma di Trento

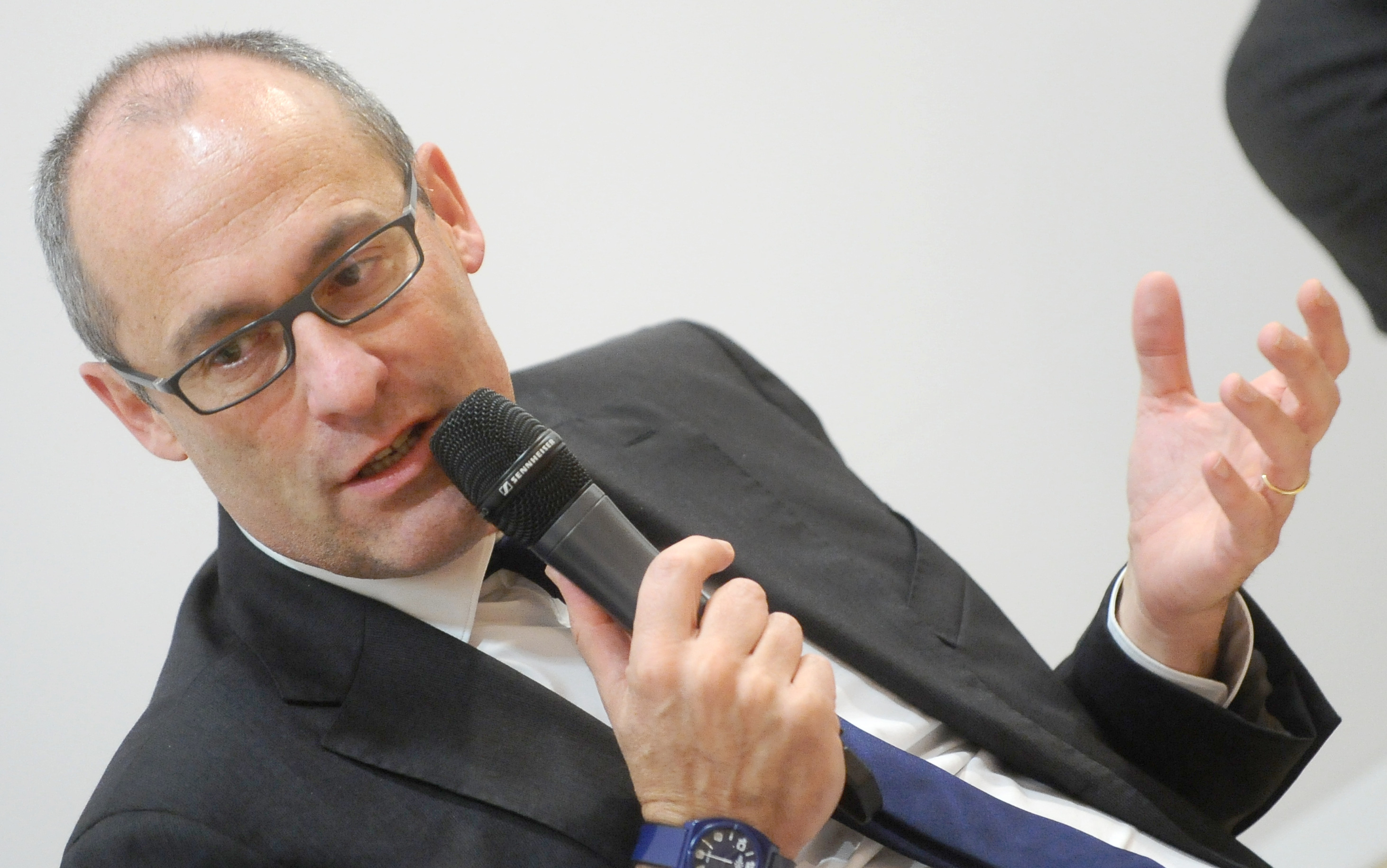
Ugo Rossi nel 2013

Il 13 luglio 2013 Rossi vinse le elezioni primarie del centro-sinistra autonomista per la scelta del candidato presidente della provincia autonoma di Trento. Il 27 ottobre 2013 Rossi ha vinto le elezioni provinciali con il 58,12% (144 609 voti, di cui solo al presidente 5 112) ed è stato eletto presidente della provincia autonoma di Trento per un mandato di cinque anni. È stato proclamato il 9 novembre 2013.
Il 27 febbraio 2014 è stato eletto presidente della giunta regionale del Trentino-Alto Adige.
Termina il mandato il 15 giugno 2016, cedendo il testimone al presidente della provincia autonoma di Bolzano Arno Kompatscher, come stabilito dalla «staffetta» istituita di comune accordo tra le due province autonome nel 2001.
Il 30 marzo 2018 finisce al centro di polemiche per il suo diretto rifiuto di concedere il patrocinio della Provincia autonoma di Trento agli eventi del Dolomiti pride. Il presidente definisce inoltre la parata finale un evento che "assume più un aspetto di folclore e di esibizionismo che sicuramente non apporta alcun contributo alla crescita e alla valorizzazione della società trentina e della sua immagine" causando il disappunto di molti esponenti della sinistra trentina, nonché di Amnesty International Italia, della comunità e delle associazioni nazionali LGBT.
Alle elezioni del 21 ottobre si ricandida sostenuto solo dal PATT ottenendo un consenso pari al 12,42% dietro a Maurizio Fugatti del centro-destra, che gli succede nella carica di governatore, e Giorgio Tonini del centro-sinistra.
Il 26 febbraio 2021 annuncia l'abbandono al suo partito PATT in cui era iscritto dal 1999. Si iscrive ad Azione.
L'8 agosto 2022, a seguito della rottura tra Azione e il centro-sinistra in vista delle elezioni politiche anticipate, annuncia le dimissioni dal partito.